# Cephalomelittia
Cephalomelittia is een geslacht van vlinders uit de familie wespvlinders (Sesiidae), onderfamilie Sesiinae.
Cephalomelittia is voor het eerst wetenschappelijk beschreven door Gorbunov & Arita in 1995. De typesoort is Cephalomelittia tabaniformis.

## Soorten
Cephalomelittia omvat de volgende soorten:
- Cephalomelittia tabaniformis Gorbunov & Arita, 1995